# Rupperswil
Rupperswil est une commune suisse du canton d'Argovie, située dans le district de Lenzbourg.

## Histoire

Photo aérienne (1958).

Rupperswil fait partie du bailliage de Lenzbourg de 1415 à 1798. La basse justice est achetée par Berne en 1521.